# Theresa de Saxa-Hildburghausen
Therese Charlotte Luise de Saxonia-Hildburghausen (Therese a Bavariei; n. 8 iulie 1792, Seidingstadt⁠(d), Turingia, Sfântul Imperiu Roman – d. 26 octombrie 1854, München, Regatul Bavariei) a fost regină a Bavariei.
Therese a fost fiica lui Frederic, Duce de Saxa-Altenburg și Ducesei Charlotte Georgine de Mecklenburg-Strelitz, fiica cea mare a lui Carol al II-lea, Mare Duce de Mecklenburg-Strelitz.

## Biografie

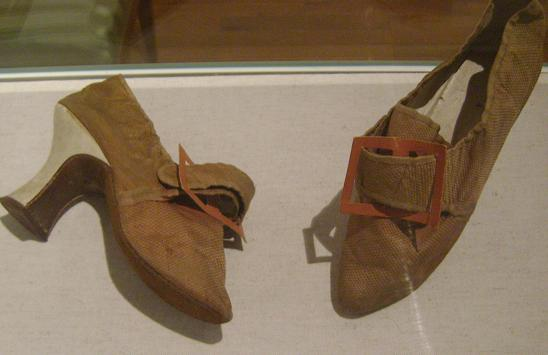
Pantofii purtați de prințesa Tereza de Saxa-Hildburghausen la spectacolul "Scufiţa Roşie" la teatrul Hildburghausen, cca 1800, Muzeul Municipal Hildburghausen.

A fost botezată la 13 iulie 1792 și a primit numele împărătesei Maria Tereza a Austriei. Nașii ei au fost: bunica maternă, Friederike de Hesse-Darmstadt, Frederica Charlotte a Prusiei, Contesa Caroline de Zweibrücken, Louis I, Mare Duce de Baden și Frederick, Duce de York, iar slujba a fost oficiată de episcopul Franz Ludwig von Erthal.
Prințesa a fost crescută la Schloss Hildburghausen împreună cu frații ei: Charlotte, Joseph, Luise, Georg, Friedrich și Eduard în credința luterană. Theresa a fost instruită în muzica clasică, literatura germană și limba franceză. A primit lecții de pictură de la pictorul curții Carl August Keßler și lecții de pian de la Johann Peter Heuschkel și Carl Maria von Weber.
În 1809 ea a fost una dintre posibilele mirese pentru Napoleon. La 12 octombrie 1810 la München  s-a căsătorit cu prințul moștenitor al Bavariei, Ludwig. Căsătoria a fost prima nuntă regală în München din 1722. Festivitățile ocazionate de această căsătorie sunt la originea primului „Oktoberfest”.
La 13 octombrie 1825, după decesul lui Maximilian I Iosif de Bavaria, Ludwig și Theresa au devenit regele și regina Bavariei. În timpul numeroaselor aventuri ale soțului ei, ea a suferit însă a tolerat infidelitățile regelui. Cu toate acestea, nu s-a abținut de la a-și demonstra dezaprobarea în mod discret, în 1831, ea a părăsit orașul în timpul uneia dintre aventurile lui și a plecat la Hildburghausen. Ea a respins strict asocierea cu amante.

Therese a fost o soție sensibilă, dedicată, fidelă. Ea a suferit când soțul ei a apărut în public ca un mare patron care își răsfață amanta regește. Pentru ziua ei de naștere, în 1847, Lola Montez a primit de la rege, pe lângă alte cadouri, o sumă de 40.000 de guldeni. Regina primea un venit anual de doar 12.000 de guldeni.
Adesea Therese îl înlocuia pe Ludwig în special în timpul călătoriilor sale numeroase și avea o oarecare influență politică. Era foarte populară și a fost considerată că reprezenta regina, soția și mama ideală. În 1946 când a început aventura cu nepopulara Lola Montez toată simpatia populației s-a îndreptat spre regină.
Therese a murit la 26 octombrie 1854, la vârsta de 62 de ani, de holeră, după ce a participat la München, la un serviciu de mulțumire pentru sfârșitul epidemiei care a făcut 9000 de victime.

## Copii
Therese și Ludwig au avut 9 copii:
- Maximilian (1811–1864), căsătorit cu Prințesa Maria a Prusiei (1825–1889); Rege al Bavariei între 1848-1864.
- Mathilde Caroline (1813–1862), căsătorită cu Ludwig al III-lea, Mare Duce de Hesse și de Rin (1806–1877)
- Otto (1815–1867), căsătorit cu Ducesa Amalie de Oldenburg (1818–1867); Rege al Greciei în perioada 1832-1862.
- Theodelinde, Prințesă a Bavariei (1816–1817)
- Luitpold (1821–1912), căsătorit cu Arhiducesa Auguste a Austriei (1825–1864); Prinț Regent al Bavariei (1886–1912).
- Adelgunde (1823–1914), căsătorită cu Francisc al V-lea, Duce de Modena (1819–1875).
- Hildegard (1825–1864), căsătorită cu Arhiducele Albert de Austria (1817–1895) Duce de Teschen
- Alexandra (1826–75).
- Adalbert (1828–1875), căsătorit cu Infanta Amelia Philippina a Spaniei (1834–1905)